# Eleição municipal de Rio das Ostras em 2016
A eleição municipal de Rio das Ostras em 2016 foi realizada para eleger um prefeito, um vice-prefeito e 13 vereadores no município de Rio das Ostras, no estado brasileiro de Rio de Janeiro. Foram eleitos Carlos Augusto (MDB) e José Salvador para os cargos de prefeito(a) e vice-prefeito(a), respectivamente.  
Seguindo a Constituição, os candidatos são eleitos para um mandato de quatro anos a se iniciar em 1º de janeiro de 2017. A decisão para os cargos da administração municipal, segundo o Tribunal Superior Eleitoral, contou com 84 956 eleitores aptos e 20 672 abstenções, de forma que 24.33% do eleitorado não compareceu às urnas naquele turno. 

## Resultados

### Eleição municipal de Rio das Ostras em 2016 para Prefeito
A eleição para prefeito contou com 6 candidatos em 2016: Flavio da Silva Poggian do Rede Sustentabilidade (REDE), Alcebíades Sabino dos Santos do Partido da Social Democracia Brasileira (PSDB), Deucimar Talon Toledo do Partido Republicano Progressista (PRP), Carlos Augusto Carvalho Balthazar do Movimento Democrático Brasileiro (MDB), Winnie dos Santos Freitas do Partido Socialismo e Liberdade (PSOL), Adrian Mussi Ramos do Partido Humanista da Solidariedade (PHS) que obtiveram, respectivamente, 4 212, 0, 10 503, 28 046, 2 210, 1 521 votos. O Tribunal Superior Eleitoral também contabilizou 24.33% de abstenções nesse turno. 
| Candidato(a)                            | Vice                                       | Coligação                                          | Votos recebidos | Percentual |
| --------------------------------------- | ------------------------------------------ | -------------------------------------------------- | --------------- | ---------- |
| Carlos Augusto Carvalho Balthazar (MDB) | José Guimarães Salvador                    | União Por uma Rio das Ostras Melhor                | 28046           | 60.32%     |
| Deucimar Talon Toledo (PRP)             | Claudia Justino Soares                     | Renovação de Verdade                               | 10503           | 22.59%     |
| Flavio da Silva Poggian (REDE)          | Cristina de Oliveira Domingos              | Agora é o Novo                                     | 4212            | 9.06%      |
| Winnie dos Santos Freitas (PSOL)        | Gabriel Fhelipe dos Santos Barreto Sampaio | Partido Socialismo e Liberdade (sem coligação)     | 2210            | 4.75%      |
| Adrian Mussi Ramos (PHS)                | Mauricio da Silva Machado                  | Partido Humanista da Solidariedade (sem coligação) | 1521            | 3.27%      |
| Alcebíades Sabino dos Santos (PSDB)     | Gelson Apicelo                             | Fé, Coragem e Trabalho                             | 0               | 0%         |

### Eleição municipal de Rio das Ostras em 2016 para Vereador
Na decisão para o cargo de vereador na eleição municipal de 2016, foram eleitos 13 vereadores com um total de 57 410 votos válidos. O Tribunal Superior Eleitoral contabilizou 2 139 votos em branco e 4 735 votos nulos. De um total de 84 956 eleitores aptos, 20 672 (24.33%) não compareceram às urnas .
| Nome                                  | Partido político                               | Coligação                                      | Votos recebidos | Percentual |
| ------------------------------------- | ---------------------------------------------- | ---------------------------------------------- | --------------- | ---------- |
| Marcelino Carlos Dias Borba           | Partido Verde (PV)                             | Renascer de Rio Das Ostras                     | 2630            | 4.58%      |
| Rodrigo Jorge Barros                  | Partido Popular Socialista (PPS)               | Atitude Para Mudar                             | 1946            | 3.39%      |
| Fabio Alexandre Simões Leite          | Progressistas (PP)                             | União pelo Progresso                           | 1495            | 2.6%       |
| Marciel Goncalves de Jesus Nascimento | Partido Trabalhista Brasileiro (PTB)           | Partido Trabalhista Brasileiro (sem coligação) | 1383            | 2.41%      |
| Robson Carlos de Oliveira Gomes       | Movimento Democrático Brasileiro (MDB)         | Rio Das Ostras Melhor                          | 1334            | 2.32%      |
| Alberto Moreira Jorge                 | Podemos (PODE)                                 | Juntos Rumo à Vitória                          | 1240            | 2.16%      |
| Vanderlan Moraes da Hora              | Movimento Democrático Brasileiro (MDB)         | Rio Das Ostras Melhor                          | 1174            | 2.04%      |
| Misaias da Silva Machado              | Partido da Social Democracia Brasileira (PSDB) | Experiência e Trabalho                         | 1023            | 1.78%      |
| Alan Gonçalves Machado                | Movimento Democrático Brasileiro (MDB)         | Rio Das Ostras Melhor                          | 1004            | 1.75%      |
| Carlos Alberto Afonso Fernandes       | Partido Socialista Brasileiro (PSB)            | União pelo Progresso                           | 986             | 1.72%      |
| Paulo Fernando Carvalho Gomes         | Partido Verde (PV)                             | Renascer de Rio Das Ostras                     | 722             | 1.26%      |
| André dos Santos Braga                | Partido Popular Socialista (PPS)               | Atitude Para Mudar                             | 630             | 1.1%       |
| Leandro Ribeiro de Almeida            | Partido Verde (PV)                             | Renascer de Rio Das Ostras                     | 521             | 0.91%      |